# Orden de Homayoun
La Orden de Homayoun (persa: منظور از همایون o Neshan-e Homayoun) fue una Orden de mérito del Imperio de Irán, concedida bajo el reinado de la Dinastía Pahlaví (1926-1979). Premiaba méritos tanto civiles como militares, y sucedía a la Orden de la Corona de Irán.

## Historia
La historia de la Orden de Homayoun (u Orden de Agosto) pasa necesariamente por la de la Orden del Sol y el León, fundada en 1808 por la Dinastía Qajar, siendo la más antigua de las condecoraciones persas modernas. 
A lo largo del siglo XIX, la entonces Orden del Sol y el León se convirtió en la distinción persa por excelencia, pues se otorgaba a todos los embajadores y militares extranjeros, junto con sus séquitos en las clases más bajas de la Orden, que servían en Persia. Todo ello llevó a la entrega masiva de condecoraciones y a la depreciación de la membresía en la Orden. 
Para mitigar la situación, los sucesivos Shahs crearon la Orden de las Moghadas y la Orden de la Corona de Qajar. 
El uso de las insignias Qajar de la Orden fue continuo hasta 1926, cuando Reza Shah asume la Corona y modifica el sistema de honores persa. Una de las modificaciones acaecidas en ese momento fue la de la Orden del Sol y el León que, dada su importancia histórica (y el gran número de caballeros internacionales con los que contaba como miembros), fue conservada y respetada. Se modificaron sus insignias y el color de la cinta, que pasó de verde a verde y rojo. Por supuesto, se le cambió el nombre a Orden de Homayoun y se conservó la Medalla de la Orden del Sol y el León, en vigor en la época Qajar, como condecoración independiente, hasta su desaparición a finales de los años 30.  
Durante la época Pahlaví, la Orden restableció su antiguo prestigio. Siguió entregándose a embajadores y a militares, pero con mayores restricciones, pues se trataba de la tercera Orden civil dentro del Sistema de Honores Imperial. 
Fue suprimida en 1979 por el gobierno de los Ayatolás, tras la Revolución Islámica que sufrió el país. 
Tras la muerte de Mohammad Reza Pahlaví en 1980, el Gran Magisterio de la misma pasó a su hijo Reza Ciro Pahlaví, que hoy día conserva la vigencia de la Orden de Homayoun como Orden Dinástica, de la que no se conocen nuevas concesiones.

## Grandes Maestres
- Reza Shah (1926-1941)

- Mohammad Reza Pahlaví (1941-1980)

- Reza Ciro Pahlaví (1980- actualidad)